# Arctostaphylos glandulosa
Arctostaphylos glandulosa är en ljungväxtart. Arctostaphylos glandulosa ingår i släktet mjölonsläktet, och familjen ljungväxter.

## Underarter
Arten delas in i följande underarter:
- A. g. adamsii
- A. g. atumescens
- A. g. crassifolia
- A. g. cushingiana
- A. g. erecta
- A. g. gabrielensis
- A. g. glandulosa
- A. g. glaucomollis
- A. g. leucophylla
- A. g. mollis
- A. g. zacaensis

## Bildgalleri

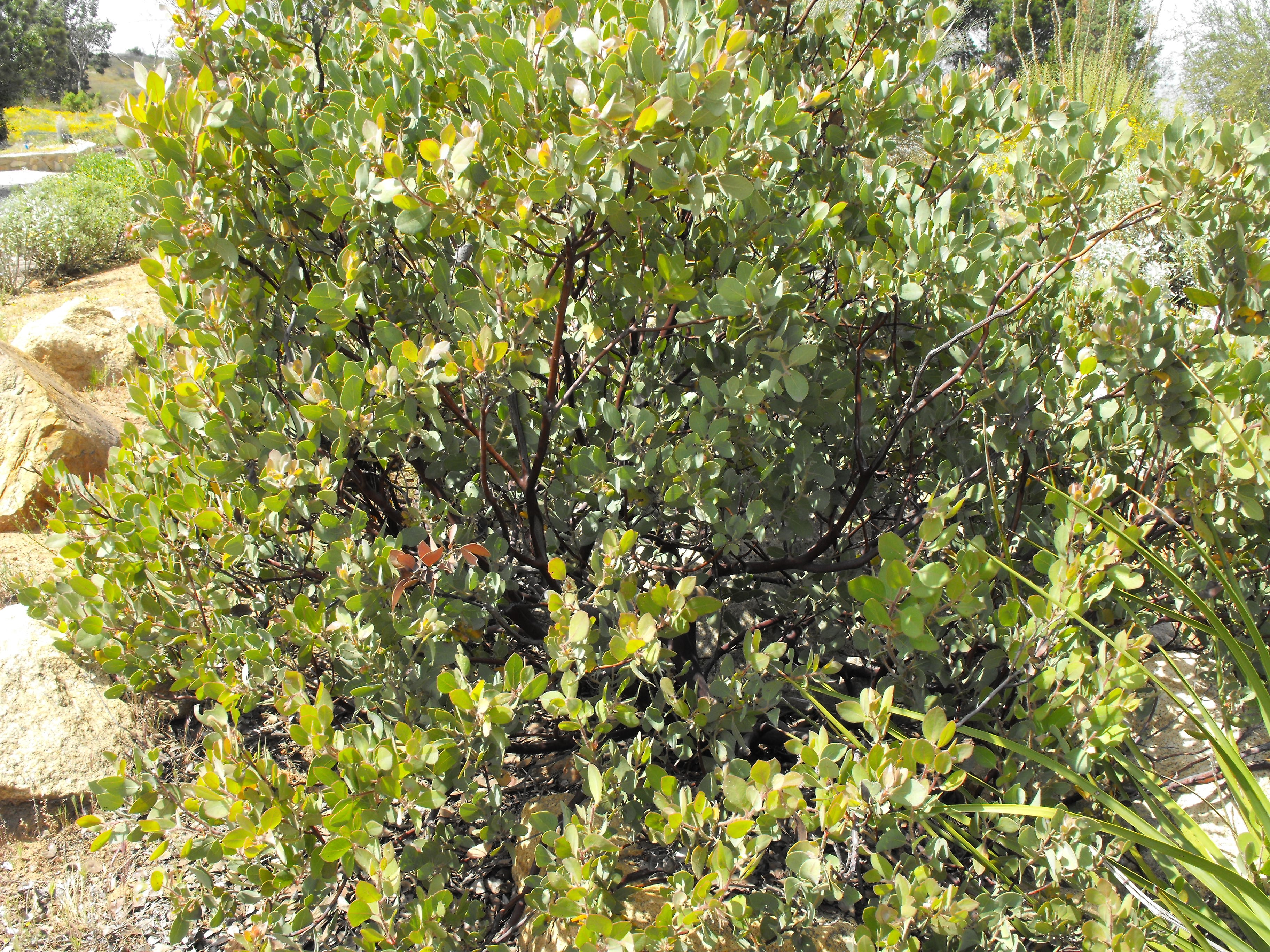
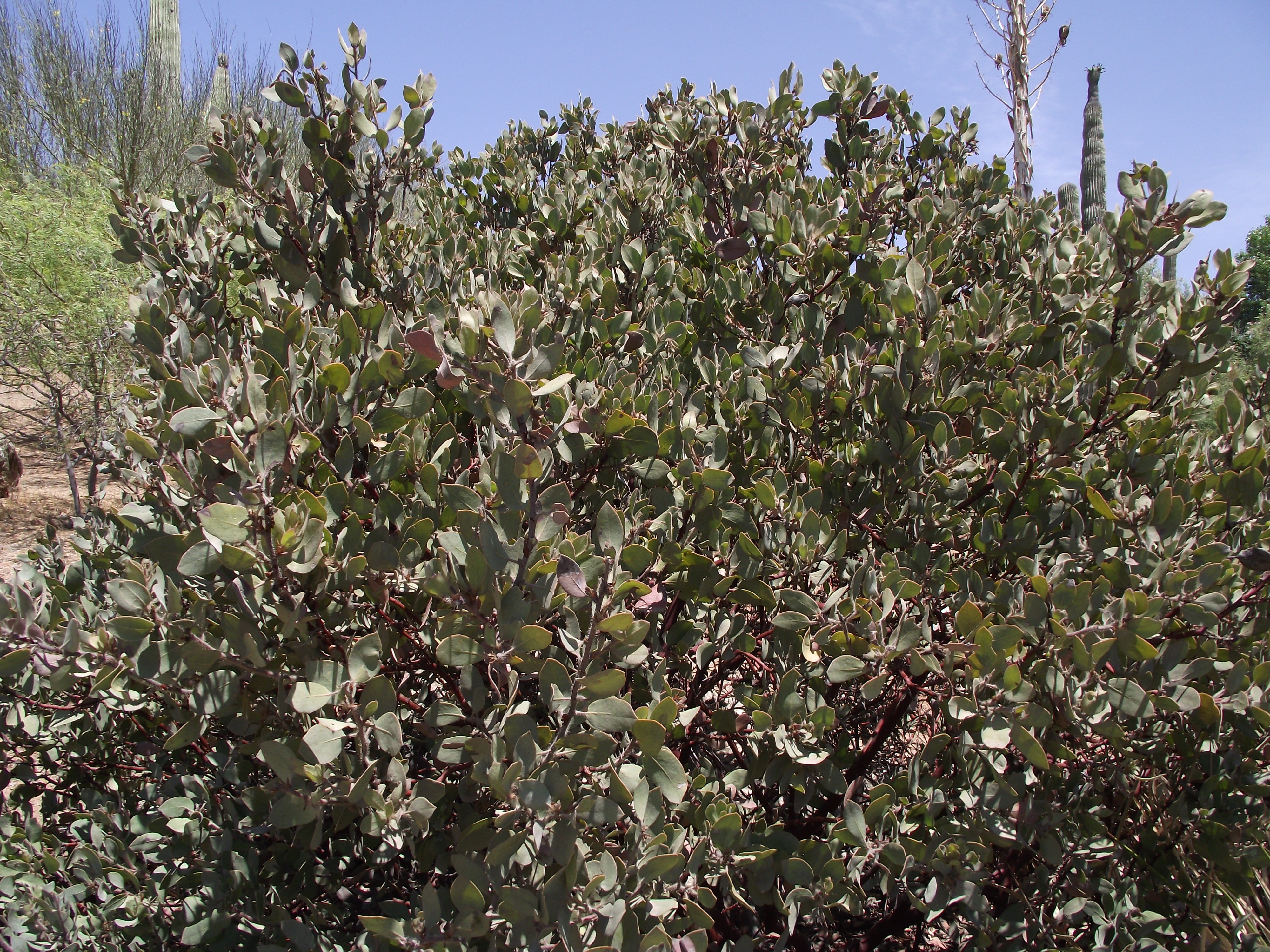